# Acrotocepheus banahawensis
Acrotocepheus banahawensis är en kvalsterart som beskrevs av Corpuz-Raros 1999. Acrotocepheus banahawensis ingår i släktet Acrotocepheus och familjen Otocepheidae. Inga underarter finns listade i Catalogue of Life.